# Tremonton
Tremonton est une ville du comté de Box Elder dans l'état de l'Utah aux États-Unis. Elle a été fondée en 1888. La population y était de 7 647 habitants en 2010.